# Andy Dorman
Andrew "Andy" Dorman (Chester, 1 mei 1982) is een Welsh–Engels voetballer die bij voorkeur op het middenveld speelt. Eind 2012 tekende hij een contract bij New England Revolution.

## Clubcarrière
Dorman werd als achtenvijftigste gekozen in de MLS SuperDraft 2004 door New England Revolution. Dorman debuteerde op 17 april 2004 tegen San Jose Earthquakes. Dorman speelde in zijn eerste seizoen bij New England in twintig competitiewedstrijden, waarvan twee in de basis, waarin hij twee doelpunten maakte en één assist gaf. In 2006 brak hij echt door bij de club. Hij speelde in alle tweeëndertig competitiewedstrijden waarin hij zes doelpunten maakte en tien assists gaf.
Op 30 december 2007 tekende hij bij St. Mirren. Hij maakte zijn debuut op 19 januari 2008 tegen Motherwell FC en gaf in die wedstrijd een assist. Dorman werd in februari en april van 2009 tot 'SPL speler van de maand' benoemd. Nadat zijn contract bij de Schotse club verlopen was tekende hij bij Crystal Palace. Hij debuteerde in de eerste wedstrijd van het seizoen, een 3–2 winst tegen Leicester City. Dorman kreeg in zijn tweede seizoen bij de club nog maar weinig speeltijd waarna hij verhuurd werd aan Bristol Rovers. Zijn debuut maakte hij op 12 november 2011 in de FA Cup tegen Corby Town. Op 25 februari 2012 maakte hij tegen Roterham United zijn eerste doelpunt voor de club.
Op 15 november 2012 keerde hij terug bij New England Revolution.

## Interlandcarrière
Dorman groeide, ondanks dat hij geboren werd in Engeland, grotendeels op in Wales. Voor lange tijd was het voor hem niet mogelijk uit te komen voor het Welsh voetbalelftal aangezien hij geboren was in Engeland en ook geen van zijn ouders of grootouders geboren waren in Wales. Na versoepeling van de regels van de FIFA werd het in 2009 voor Dorman wel mogelijk uit te komen voor Wales. Zijn debuut maakte hij op 23 mei 2010 tegen Kroatië.